# サンティアーゴ・デ・クーバの海戦 (1748年)
サンティアーゴ・デ・クーバの海戦（サンティアーゴ・デ・クーバのかいせん、英語: Battle of Santiago de Cuba）はジェンキンスの耳の戦争中の1748年4月9日、チャールズ・ノウルズ少将率いるイギリス艦隊がスペインの貿易と私掠船業に打撃を与えるため、サンティアーゴ・デ・クーバ港へ強行で侵入しようとした戦闘。当時、サンティアーゴはスペイン私掠船の主な基地の1つだった。しかし、モロ城からの砲撃によりイギリスの戦列艦2隻が外海まで引航され、残りのイギリス船もすぐに撤退した。

## 背景
サー・チャールズ・ノウルズは1747年7月15日に白色少将となり、ジャマイカ・ステーションの総司令官に任命された。彼は戦争の初期での不利をひっくり返し、イギリスの貿易を守るべく、1748年にスペイン貿易を攻撃するための遠征を準備した。2月17日、彼は80門の旗艦コーンウォール、70門艦エリザベス、60門艦プリマス、58門艦カンタベリー、60門艦ストラフォード、60門艦ウォリック、60門艦ウスター、50門艦オックスフォード、16門スループで乗員100人のマーリンとウィーズルから構成される艦隊を率い、ウィリアム・トレローニー総督のジャマイカ軍200人を乗船させてポート・ロイヤルから出港した。彼ははじめサンティアーゴ・デ・クーバを攻撃しようとしたが、逆風により代わりにサン＝ルイ＝デュ＝シュドを攻撃するとした。彼は1748年3月8日にサン＝ルイ港に到着、同日のサン＝ルイ＝デュ＝シュドの海戦で要塞を激しく砲撃して降伏させた。しかしプティ＝ゴアーヴとカプ＝フランセへの攻撃は兵士の不足であきらめざるを得なかったため、次はサンティアーゴへの攻撃を実行するとした。

## 戦闘

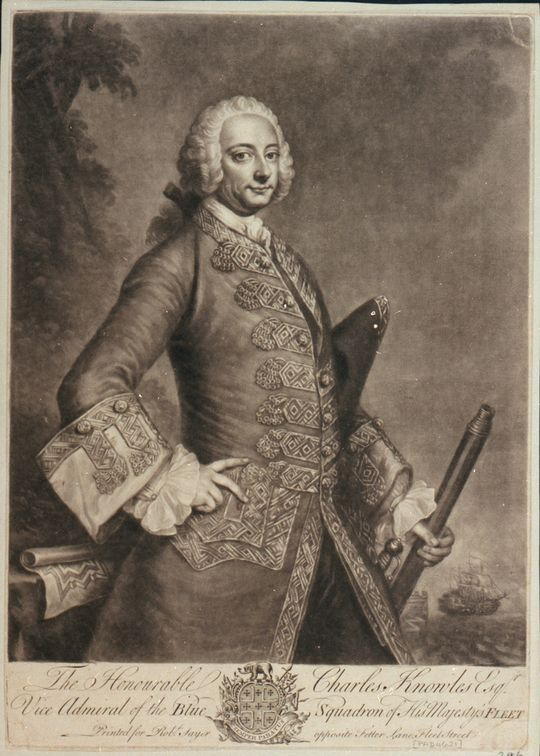
チャールズ・ノウルズの肖像画、トマス・ハドソン作。

3月28日の午後、戦列艦のレノックス、フリゲートのヴェインカー（Vainqueur）とヴァルチャー（Vulture）、テンダーボートのシャープ（Sharp）と合流したイギリス艦隊はキューバ海岸に到着した。戦列はプリマス、コーンウォール、カンタベリー（旗艦）、エリザベス、ストラフォード、ウォリック、ウスター、レノックスの順で、ヴェインカーは最先頭、ヴァルチャーは旗艦のカンタベリーと並行、シャープはは最後尾に位置した。デント艦長（Dent）率いるプリマスはサンティアーゴの入り口の偵察に派遣され、攻撃が特に難しいわけではないと結論付けた。ただ、風が弱かったためノウルズは攻撃できず、イギリス艦隊はスペイン側から見えるところで一晩を過ごした。スペイン側の総督アルコス・モレノ准将はすぐに重さ約200トンの船を内港から出させて港の入り口の両側にわたる厚さ10インチの大綱で入り口を一部閉塞した。入り口での障害物はすでに予想されており、イギリス艦隊にはスペイン人の水先案内人が乗船して案内を務めていた。プリマスは攻撃の先鋒として選ばれ、艦長デントは案内人が何か反対してきたら射殺するか甲板から投げ出すよう命じられた。
カンタベリーへの命令は、砲台の末尾のところに錨を下ろして、サン＝ルイ港で鹵獲して後甲板に配置した10インチの臼砲でスペインの要塞を砲撃して先鋒の船を援護する、というものだった。旗がウスターに掲揚され、海風が強くなると攻撃を命じられた。艦隊は南東からの海風に助けられて4ノットの速さで進んだ。カンタベリーはモロ城が射程内に入ると砲撃を始めた。一方、プリマスは港にわたって防材のチェーンが配置されたことを発見した。デント艦長は艀を派遣してそれらを撤去しようとしたが、プリマス自体がスペインの砲撃を受けて舵、メインマスト、バウスプリットを失って航行不能になった。コーンウォールも激しい砲撃を受けて船尾の一部を失った。プリマスとコーンウォールは戦死100と負傷200以上を出して外海まで引航された。翌日、障害物を撤去する方法を議論した後、ノウルズは艦隊を率いてジャマイカへ戻った。

## その後
艦隊の修理が終わると、ノウルズは再び出港してキューバ沖でインディアス艦隊を拿捕しようとした。9月30日、彼はチャールズ・ホームズ艦長率いるレノックスを発見、ホームズは数日前にスペイン艦隊に遭遇したと述べた。翌朝、ノウルズ艦隊はスペイン艦隊を発見したが、信号による混乱とノウルズ艦隊が風上を保つのに苦心したため規律を保って攻撃することができなかった。そのため、ハバナの海戦においてスペイン船1隻を拿捕、もう1隻をひどく損傷させることには成功したが、元々望まれていたイギリスの大勝とはならなかった。ノウルズは戦闘の不始末で1749年12月に軍法会議にかけられ、その拙い戦術が公的に叱責される結果となり、ほかの艦長数人も叱責された。ノウルズは部下との間で不和となり、いくつかの決闘の申し込みがなされた。ノウルズはホームズ、続いて2人の艦長イネス（Innes）とクラーク（Clarke）と決闘し、イネスが致命傷を負う結果となった。やがて国王ジョージ2世が介入、サンティアーゴ・デ・クーバの海戦に関する決闘を禁止した。